# Carychium stygium
Carychium stygium är en snäckart som beskrevs av Call 1897. Carychium stygium ingår i släktet Carychium och familjen Carychiidae. Inga underarter finns listade i Catalogue of Life.